# Centro Iqueño
Il Centro Iqueño è una società calcistica peruviana con sede nella città di Lima.

## Palmarès

### Competizioni nazionali
- Segunda División: 1

1948

### Altri piazzamenti
- Segunda División:

Secondo posto: 1939, 1941, 1970